# Nita elsaff
Nita elsaff är en spindelart som beskrevs av Huber och El-Hennawy 2007. Nita elsaff ingår i släktet Nita och familjen dallerspindlar. Inga underarter finns listade i Catalogue of Life.